# Kataja Basket Club
Kataja Basket Club este un club profesionist de baschet din Joensuu, Finlanda. Echipa joacă în Liga Finlandeză de Baschet. Clubul joacă meciurile de pe teren propriu în Motonet Arena. În 2015, Kataja a câștigat primul titlu național, după ce a învins pe Bisons Loimaa cu 3-2 în finala campionatului.

## Palmares
- Campionatul Finlandez

Campioană (2): 2014-2015, 2016-2017
Vicecampioană (6): 2003, 2006, 2009, 2011, 2012, 2014
- Cupa Finlandei

Câștigătoare (4): 2002, 2011, 2012, 2023

## Sezoane
| Sezon   | Competiții interne | Competiții interne | Competiții interne | Competiții interne | Cupa Finlandei | Competiții europene | Competiții europene | Competiții europene |
| Sezon   | Divizie            | Ligă               | Poz.               | Postsezon          | Cupa Finlandei | Divizie             | Liga                | Rezultat            |
| ------- | ------------------ | ------------------ | ------------------ | ------------------ | -------------- | ------------------- | ------------------- | ------------------- |
| 2010–11 | 1                  | Korisliiga         | 3                  | Vicecampioana      | Câștigătoare   | N/A                 | N/A                 | N/A                 |
| 2011–12 | 1                  | Korisliiga         | 1                  | Vicecampioana      | Câștigătoare   | N/A                 | N/A                 | N/A                 |
| 2012–13 | 1                  | Korisliiga         | 2                  | Locul 3            | -              | 3                   | EuroChallenge       | SF                  |
| 2013–14 | 1                  | Korisliiga         | 3                  | Vicecampioana      | –              | 3                   | EuroChallenge       | SR                  |
| 2014–15 | 1                  | Korisliiga         | 3                  | Campioana          | –              | 3                   | EuroChallenge       | SR                  |
| 2015–16 | 1                  | Korisliiga         | 1                  | Sferturi de finală | –              | 3                   | FIBA Europe Cup     | O                   |